# Igor Dibák
Igor Dibák (* 5. Juli 1947 in Spišská Nová Ves; † 8. Februar 2021 in Bratislava) war ein slowakischer Komponist.

## Leben
Im ostslowakischen Spišská Nová Ves geboren, erhielt Igor Dibák seine frühe musikalische Ausbildung 1962–1966 am Konservatorium in Žilina bei Eva Šupková (Klavier) sowie Ján Valach und Josef Staněk (Dirigieren). 1966–1971 studierte er an der Akademie der Darstellenden Künste, der nunmehrigen Hochschule für Musische Künste Bratislava (Vysoká škola múzických umení v Bratislave – VŠMU) bei Ján Cikker. Bereits parallel dazu arbeitete er zunächst in der Musikabteilung des Tschechoslowakischen Fernsehens in Bratislava. 1972 wurde er stellvertretender Leiter der Musikabteilung des Fernsehens, 1979 Leiter der Musikredaktion des Radios und 1987–1990 Leiter der Musikabteilung des Fernsehens. Seine Tätigkeit dort endete mit den verschiedenen strukturellen und personellen Änderungen infolge der Samtenen Revolution. Dibák wurde Direktor einer Grundschule im Bratislavaer Stadtteil Rača. 1996 kehrte er für zwei Jahre als stellvertretender Leiter der Abteilung für Unterhaltung und Musik zum nunmehrigen Slowakischen Fernsehen zurück. 1998–2009 war er Lehrbeauftragter an der Abteilung für Komposition und Dirigieren an der Musikfakultät der Kunstakademie in Banská Bystrica.
Igor Dibák gehörte zu jener Generation slowakischer Komponisten und Komponistinnen, die weder den vor allem durch Alexander Moyzes, Eugen Suchoň und Ján Cikker verkörperten Aufbruch zu einer eigenständigen musikalisch national geprägten Kunstmusik des Landes miterlebten, noch die faschistisch ausgerichtete Erste Slowakische Republik und die nachfolgende stalinistisch geprägte Phase in der ČSR bzw. ČSSR. Seine künstlerischen Anfänge fallen in die Zeit nach der Niederschlagung des Prager Frühlings und somit eines erneuten Erstarkens der kommunistischen Unterdrückung, doch war seine anfangs vor allem an Vorgängern in der slowakischen bzw. tschechischen Musik wie Vítězslav Novák und seinem eigenen Lehrer, dem Novák-Schüler Cikker orientierte Tonsprache durchaus im Rahmen des vom Regime Anerkannten. In der Folge griff er Einflüsse des Neoklassizismus von Igor Strawinsky auf, und auch die von ihm gewählten musikalischen Formen spiegeln diese Herangehensweise. Verschiedenste andere Einflüsse der Entwicklungen des 20. Jahrhunderts sind bei ihm ebenso präsent – Ľubomír Chalupka verweist auf sein Interesse am französischen Impressionismus, technischen Aspekten der Wiener Schule und der vor allem von Witold Lutosławski und Krzysztof Penderecki verkörperten Polnischen Schule –, doch fand er die ihm persönlich eignende Ästhetik letztlich in einer neo-tonalen Sprache, in der er die tradierten Möglichkeiten von Melodie, Rhythmus und Form mit zeitgemäßen Elementen verband. In seinem Schaffen dominieren durchwegs vergleichsweise kurze und klein besetzte Werke, was nicht zuletzt seinem Schwerpunkt auf Kompositionen für Kinder entgegenkommt. Auch seine sämtlichen Bühnenwerke, darunter zwei Kinderopern, sind auf jeweils einen Akt begrenzt. Hinzu kommt ein ausgeprägter Sinn für humorvolle und satirische Momente.

## Preise und Auszeichnungen (Auswahl)
- 1977: 2. Preis beim Kompositionswettbewerb der Stadt Piešťany für Partita op. 14
- 1979: Ján-Levoslav-Bella-Preis für Divertimento op. 16

## Werke (Auswahl)

### Oper
- Svietnik (Der Kerzenhalter). Kammeroper in einem Akt op. 15, Text: Igor Dibák nach Anton Tschechows „Das Kunstwerk“ (1975/1976)
- Silvester. Fernsehoper in einem Akt op. 37, Text: Igor Dibák nach dem Stück „Silvester vo dvojici“ (Silvester zu zweit) von Peter Štrelinger[5] und Igor Dibák (1986)
- Majstri speváci drakopevci (Die Drachen-Meistersinger). Kinderoper in einem Akt op. 49, Text: Peter Štilicha (1992)
- Prorok Rak (Prophet Krebs). Kinderoper in einem Akt op. 54, Text: Rudolf Čižmárik[6] nach einem Märchen aus der Sammlung von Pavol Dobšinský (1993)

### Ballett
- Portrét (Porträt). Ballett in einem Akt op. 18, Libretto: Igor Dibák und Peter Štilicha nach der gleichnamigen Kurzgeschichte von N. W. Gogol (1977)

### Orchester
- Variationen über ein Thema von Vítězslav Novák op. 7 (1969)
- Musica festiva op. 12 (1972)
- Konzertouvertüre op. 23 (1981)
- Poeme op. 28 (1983)
- Suite aus der Oper Prorok Rak (1994)
- Philharmonische Ouvertüre op. 64 (1999)

### Kammerorchester
- Kammersinfonie op. 5 (1968)
- Divertimento für Streichorchester op. 16 (1976)
- Hudba (Musik) für Orchester op. 70 (2003/2004)

### Soloinstrument(e) und Orchester
- Concertino für zwei Violinen und Orchester op. 8 (1971)
- Phantasie für Violine und Orchester op. 21 (1979)
- Konzert für Violoncello und Orchester op. 33 (1983)
- Concertino für Oboe und Orchester op. 42 (1990)
- Konzert für Schlagzeug und Kammerorchester op. 60 (1995/1996)
- Konzert für Akkordeon und Orchester op. 62 (1998)
- Musica per figurazione für Flöte, Violine, Cembalo und Orchester op. 66 (2000)
- Concerto piccolo für Kontrabass und Kammerorchester op. 72 (2006)

### Duos und Kammermusik
- Trio für Flöte, Klarinette und Klavier op. 1b (1964/1974)
- Musica da camera für Flöte, Klarinette und Fagott op. 2 (1967)
- Moments musicaux I für Klaviertrio op. 6a (1969)
- Moments musicaux II für Streichquartett op. 20 (1978)
- Toccata für zwei Klaviere op. 27 (1982)
- Rhapsodie für Bassklarinette und Akkordeon op. 41 (1988)
- Musica elegica für Klarinette, Schlagzeug und Klavier op. 43 (1990)
- Noveletta I für zwei Akkordeons op. 48 (1991)
- Capriccio für Horn und Klavier op. 58 (1995)
- Musica da camera II für Flöte, Oboe, Klarinette und Fagott op. 67 (2001)

### Diverse Instrumente solo
- Suite für Klavier Nr. 1 op. 1 (1964)
- Partita für Viola oder Violoncello op. 14 (1975)
- Moments musicaux III für Orgel op. 22 (1980)
- Kindersuite für Klavier op. 25a (1981)
- Präludien für Harfe op. 57 (1994)
- La valse für Gitarre op. 57b (1995)
- Suite für Schlagzeug op. 59 (1995)
- Bajzovské variácie für Klavier (2006)
- Arioso für Violoncello (2007)

### Solostimme und Kammerensemble
- Aj láska je ďaleká… (Ach, die Liebe ist weit…). Liederzyklus nach Text altchinesischer Dichtung, von George Byron, Johann Wolfgang von Goethe und Vojtech Mihálik für Bariton, Violine, Viola, Violoncello und Klavier op. 3 (1968–1971)
- Kammerkantate nach Gedichten von Elizabeth Barrett Browning, Marceline Desbordes-Valmore und Alexander Puschkin für Sopran und neun Instrumente op. 10 (1972)

### Lied
- Vier Lieder nach Gedichten von Vojtech Mihálik für Bass und Klavier op. 17 (1977)
- Clivoty (Nostalgie). Drei Lieder nach Texten von Rudolf Čižmárik und Peter Štilicha für Sopran und Klavier op. 19 (1978)
- Už idete, lastovičky? (Geht ihr schon, Schwalben?). Drei Lieder nach Gedichten von Pavol Országh Hviezdoslav für Gesang und Klavier op. 35c (1985)
- Drei Romanzen nach Gedichten von Peter Štilicha für Bass und Klavier op. 38 (1987)
- Lyrische Lieder. Sieben Lieder nach Gedichten von Ján Smrek, Maša Haľamová[7], Valtentín Beniak[8], Vojtech Mihálik[9] und Emil Holečka[10] für Sopran und Klavier op. 61 (1996)
- John Gracen Brown’s Lyrics für Sopran und Klavier op. 68 (2001)
- Bajky (Fabeln). Drei Lieder nach Texten von Iwan Andrejewitsch Krylow für mittlere Stimme und Klavier op. 75 (2011)

### Chor a cappella
- Hymnus nach Worten von Ľudovít Štúr  für Sprecher und gemischten Chor (1988)

Zudem weitere Orchesterstücke und Kammermusik, Instrumental- und Vokalwerke für den Unterricht, Schauspielmusik sowie eine Vielzahl an Volksmusikarrangements für verschiedene Besetzungen.

## Diskographie (Auswahl)
- Moments musicaux I op. 6a – Pavol Heinz (Violine), Jozef Sikora (Violoncello), Miloslav Starosta (Klavier) – auf: Nová skladateľská generácia (Opus, LP 1975)
- Konzertouvertüre op. 23 – Sinfonieorchester des Tschechoslowakischen Rundfunks Bratislava, Dirigenten: Ondrej Lenárd – auf: Pod zástavou KSČ (Unter dem Banner der Kommunistischen Partei) (Opus, LP 1981)
- Na salaši – Chor und Orchester SĽUK-u, Dirigent: Pavol Procházka – auf: Spevy nášho ľudu (Opus, LP 1987)
- Svietnik op. 15, Divertimento op. 16,  Fantázia op. 21 – Anna Czaková (Sopran), Vojtech Kocián und Peter Oswald (Tenor), Jozef Špaček und Štefan Hudec (Bariton), Milan Telecký (Violine), Sinfonieorchester des Tschechoslowakischen Rundfunks Bratislava, Dirigenten: Ondrej Lenárd, Petr Altrichter; Staatliches Kammerorchester Žilina, Dirigent: Jan Valta – auf: Igor Dibák (Opus, LP 1987)
- Toccata op. 27 – Ludmila Kojanová und Pavel Novotný (Klavier) – auf: Ludmila Kojanová und Pavel Novotný. Tvorba slovenských skladateľov pre dva klavíry a pre klavír štvorručne (R 178 0001-2-133-3, CD 2005)
- Bajzovské variácie – Magdaléna Bajuszová (Klavier) – auf: Slovak Composers‘ Fifth Variations (Slovak Music Bridge, CD 2011)